# Bobnar (priimek)
Bobnar je priimek v Sloveniji, ki ga je po podatkih Statističnega urada Republike Slovenije na dan 1. januarja 2010 uporabljalo 579 oseb in je med vsemi priimki po pogostosti uporabe uvrščen na 477. mesto.

## Znani nosilci priimka
- Elizabeta Bobnar (* 1958), prevajalka
- Franc Bobnar - Gedžo, partizanski poveljnik
- Franci Bobnar, kipar v lesu
- Janko Bobnar (* 1963), častnik SV
- Nika Bobnar (* 2003), kolesarka
- Pavel Bobnar (1912—1940), pesnik, govornik, risar, dramatik (Šenčur)
- Stane Bobnar (1912—1996), španski borec, partizan in narodni heroj
- Tatjana Bobnar (* 1969), policijska častnica, generalna direktorica Policije (2018-20)
- Vid Bobnar, fizik